# Peter Callanan
Peter Callanan (* 29. Juni 1935 in Clonakilty, County Cork; † 11. Oktober 2009 in Innishannon, County Cork) war ein irischer Politiker und gehörte dem Seanad Éireann, dem Oberhaus des irischen Parlaments, von 1997 bis zu seinem Tod an.
Callanan gehörte von 1979 bis 2004 dem Cork County Council an. Im Jahr 1979 erstmals gewählt, gewann er jede der folgenden Wahlen. Erst 2004 musste er sein dortiges Mandat niederlegen, da die Ausübung von Dualmandaten, er gehörte seit 1997 dem Seanad Éireann an, nicht mehr möglich war.
In den 1980ern kandidierte er erfolglos für die Fianna Fáil für einen Sitz im Dáil Éireann, dem Unterhaus des irischen Parlaments. Stattdessen wurde er 1997 in den 21. Seanad Éireann gewählt. In den Jahren 2002 und 2007 erfolgte jeweils seine Wiederwahl. 
Callanan starb 2009 in seinem Haus in Innishannon. Er war verheiratet und hatte sechs Kinder, vier Söhne und zwei Töchter. 